# Догнеча (комуна)
Догнеча (рум. Dognecea) — комуна у повіті Караш-Северін в Румунії. До складу комуни входять такі села (дані про населення за 2002 рік):
- Догнеча (1928 осіб)
- Каліна (116 осіб)

Комуна розташована на відстані 354 км на захід від Бухареста, 10 км на захід від Решиці, 67 км на південний схід від Тімішоари.

## Населення
За даними перепису населення 2002 року у комуні проживали 2044 особи.
Національний склад населення комуни:
| Національність | Кількість осіб | Відсоток |
| -------------- | -------------- | -------- |
| румуни         | 1867           | 91,3%    |
| німці          | 131            | 6,4%     |
| цигани         | 25             | 1,2%     |
| хорвати        | 11             | 0,5%     |
| угорці         | 8              | 0,4%     |
| серби          | 1              | < 0,1%   |
| словаки        | 1              | < 0,1%   |

Рідною мовою назвали:
| Мова       | Кількість осіб | Відсоток |
| ---------- | -------------- | -------- |
| румунська  | 1892           | 92,6%    |
| німецька   | 129            | 6,3%     |
| угорська   | 8              | 0,4%     |
| хорватська | 8              | 0,4%     |
| циганська  | 5              | 0,2%     |
| сербська   | 1              | < 0,1%   |
| словацька  | 1              | < 0,1%   |

Склад населення комуни за віросповіданням:
| Релігія        | Кількість осіб | Відсоток |
| -------------- | -------------- | -------- |
| православні    | 1527           | 74,7%    |
| баптисти       | 200            | 9,8%     |
| римо-католики  | 167            | 8,2%     |
| п'ятдесятники  | 138            | 6,8%     |
| реформати      | 4              | 0,2%     |
| не релігійні   | 4              | 0,2%     |
| греко-католики | 2              | 0,1%     |